# Alfonso Aguiló
Alfonso Aguiló Pastrana (Madrid, 4 de octubre de  1959) es un ingeniero de Caminos español. Escritor y divulgador de temas educativos. Presidente de la Fundación Arenales y otras entidades educativas que han promovido centros de enseñanza en España y otros países. Presidente de la Confederación Española de Centros de Enseñanza (CECE), entidad que agrupa un tercio de la enseñanza privada y concertada del país. Asesor de entidades educativas en países de Europa, Asia y América.

## Biografía
Estudió en el Colegio Virgen de Atocha, de los dominicos, en Madrid. Pese a su formación universitaria como Ingeniero de Caminos en la Escuela Técnica Superior de Ingenieros de Caminos, Canales y Puertos, de la Universidad Politécnica de Madrid (1983), se dedicó desde muy pronto a la educación. En 1987 se incorporó al Instituto Tajamar, en Madrid, como subdirector. En 2002 fue nombrado director, cargo que ocuparía hasta 2013.
En 1990 comenzó a escribir sus primeras experiencias en el mundo educativo. Desde entonces ha publicado una decena de libros sobre educación, antropología y valores, así como más de trescientos artículos especializados en estas cuestiones, aparecidos en distintas publicaciones, entre ellas Alfa y Omega, Hacer Familia, etc. 
En 2008 cursó el Programa de Alta Dirección de Empresas (PADE) en el IESE de Madrid.

### Confederación Española de Centros de Enseñanza (CECE)
En 2007 fue nombrado Presidente de la Asociación Madrileña de Empresas Privadas de Enseñanza (AMEPE-CECE MADRID). En 2011 ocupó la vicepresidencia de la Confederación Española de Centros de Enseñanza (CECE). El 12 de mayo de 2015 fue elegido presidente.

## Obras de Alfonso Aguiló
- Tu hijo de 10 a 12 años (1992) (9.ª edición)
- Educar el carácter (1992) (11.ª edición)
- Interrogantes en torno a la fe (1993) (5.ª edición)
- Carácter y valía personal (1998) (4.ª edición)
- Educar los sentimientos (1999) (ª edición)
- ¿Es razonable ser creyente? (2005) (6.ª edición)
- Carácter y acierto en el vivir (2006, 2.ª edición)
- La llamada de Dios (2008, 2.ª edición)
- Libertad y tolerancia en una sociedad plural (2012)
- Educación diferenciada, 50 respuestas para un debate (2014) (3.ª edición)
- Educar en una sociedad plural (2021).